# Buckeye (race de poule)
Pour les articles homonymes, voir Buckeye.
La buckeye est une race de poule originaire de l'Ohio, aux États-Unis. Sélectionnée à la fin du XIXe siècle, la buckeye est la seule race de poule américaine à l'avoir été par une femme, et la seule race américaine à avoir une crête en pois. En 2008, les buckeyes sont très rares, et les associations de sauvegarde des races la considèrent comme en danger critique de disparition. Le nom de la race vient directement du surnom de l'État de l'Ohio : « Buckeye state », et sa couleur acajou lui donne une ressemblance avec l'Ohio Buckeye, une plante (Aesculus glabra) typique de la région. La race a deux intérêts, et cumule une production d'œufs tout à fait honorable avec une bonne production de viande. Les buckeyes ont la peau jaune, et pondent des œufs marron.

## Histoire
La buckeye apparaît pour la première fois en 1896 à Warren, dans l'Ohio, chez Nettie Metcalf, l'éleveuse qui l'a développée. Il s'agit de l'unique race de poule américaine développée par une femme, et ce malgré le fait que c'étaient autrefois toujours les femmes qui s'occupaient d'habitude de la basse-cour aux États-Unis. Nettie Metcalf a obtenu la buckeye en croisant des animaux Plymouth rock et cochin avec des coqs de combat noirs à camail doré. Son objectif était avant tout d'obtenir une race capable de produire convenablement durant les hivers parfois rudes de l'Ohio. Contrairement aux croyances populaires, la buckeye a été créée avant la poule de Rhode Island, et des animaux buckeyes ont même été envoyés aux éleveurs de rhode island pour améliorer leur race.
La buckeye est admise au Standard of Perfection  de l'American Poultry Association en 1904. Cette entrée dans le Standard of Perfection signifie que la buckeye est officiellement reconnue en tant que race à part entière par l'association, et autorise donc ces poules à participer aux différents concours et expositions de volaille, au cours desquels elles sont jugés suivant le standard enregistré. Elle est reconnue aussi parmi les 108 races de poule du British Poultry Standard.
La reconnaissance de la buckeye par le Standard a été un élément essentiel dans sa survie. Dans le passé, la buckeye ne s'était pas imposée dans les concours et expositions, car elle ne présentait pas d'importantes variations de couleurs ; mais il y a désormais un intérêt croissant autour de cette race chez les éleveurs amateurs participant occasionnellement à ces expositions, et on la croise plus régulièrement. L'industrie du poulet ne s'est pas spécialement intéressée à cette race, et elle est donc principalement présente dans de petites exploitations. Aujourd'hui, elle est classée parmi les races en danger « critique » de disparaître selon l'American Livestock Breeds Conservancy. On entend par là que l'on compte moins de 500 animaux reproducteurs dans l'ensemble des États-Unis, avec au plus cinq élevages importants (possédant 50 poulets ou plus), et que son avenir est donc compromis. La race fait aussi partie des produits alimentaires mis en danger par l'industrialisation de l'agriculture, selon le registre de l'Arche du goût, un projet mis en place en 1996 par l'association Slow Food.

## Caractéristiques

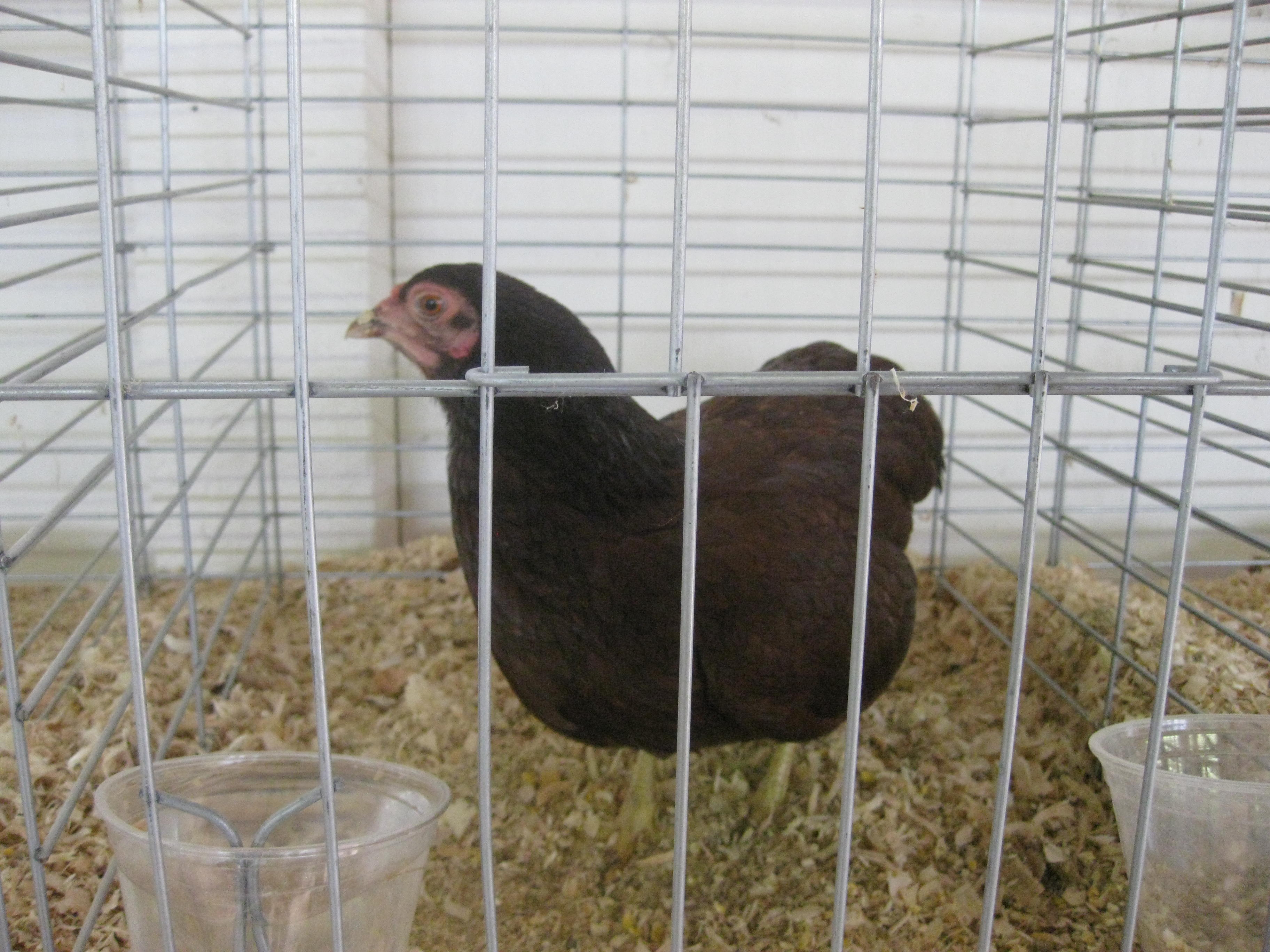
Une poule buckeye naine.

Le coq buckeye pèse en moyenne 4,1 kg, tandis que la poule présente un poids moyen de 3 kg. Cette race présente une peau jaune, et pond des œufs marron. Elle est de couleur rouge acajou, avec des plumes noires au niveau de la queue. Les males ont parfois une certaine proportion de plumes noires ailleurs sur le corps. Selon le standard de la race, le plumage de la buckeye devrait idéalement avoir une teinte similaire à celle d'une graine de pavier de l'Ohio (appelé Ohio's buckeye en anglais). La race est assez similaire à la poule de Rhode Island, surtout la femelle, bien que celle-ci s'en différencie facilement par une bande couleur ardoise sur les plumes du dos de l'animal, proche du corps, que l'on ne retrouve pas chez la buckeye. Le corps de la Rhode island est aussi plus compact, avec un dos court mais plus large.
La buckeye est la seule race américaine à avoir une crête en pois, et cela en effet, avec son corps bien charpenté, une race particulièrement résistante au froid. D'autres races de volaille développées aux États-Unis, comme par exemple l'Ameraucana, possède des crêtes en pois, mais ce sont des races qui ont avant tout été créées à partir d'animaux venus de l'étranger. La buckeye possède également quelques traits en commun avec le coq de combat, notamment dans sa stature, sa forme et son caractère assuré. Elle est aussi efficace pour trouver sa nourriture dans la nature. Généralement calmes, les coqs deviennent rarement agressifs. En dépit de son ascendance dans laquelle apparaît des coqs de combats, la buckeye tolère bien d'être confinée dans de petites cages, même si elle est clairement plus à son aise et produit plus si elle est laissée librement dans l'herbe. Selon ses éleveurs, la buckeye ne bèque généralement pas ses congénères. C'est une poule mixte, qui produit à la fois de la viande et des œufs en quantités importantes. Ainsi, une poule pond environ 150 à 200 œufs par an si elle est laissée dans de bonnes conditions. Par cette double aptitude, la buckeye est un animal très intéressant pour les très petits élevages et les basse-cour, destinés à la subsistance des éleveurs.

## Sources
- Le Standard officiel des volailles de grandes races (Poules, oies, dindons, canards et pintades), édité par la SCAF.